# Frederik II van Hessen-Kassel
Frederik II van Hessen-Kassel (Kassel, 14 augustus 1720 - aldaar, 31 oktober 1785) was van 1760 tot aan zijn dood landgraaf van Hessen-Kassel. Hij behoorde tot het huis Hessen-Kassel.

## Levensloop
Frederik was de enige overlevende zoon van landgraaf Willem VIII van Hessen-Kassel uit diens huwelijk met Dorothea Wilhelmina van Saksen-Zeitz, dochter van hertog Maurits Willem van Saksen-Zeitz. Hij volgde onderwijs aan scholen in Genève en Lausanne.
Vanaf 1741 vocht hij met het Hessische leger in de Oostenrijkse Successieoorlog (1740-1748), aan de zijde van keizer Karel VII Albrecht. In die tijd werd hij bevorderd tot luitenant-generaal. 
In 1749, na een bezoek aan Clemens August I van Beieren bekeerde Frederik zich tot het katholicisme, wat leidde tot een binnenlands schandaal en een definitieve breuk met zijn eerste echtgenote Maria van Hannover, van wie Frederik al sinds 1747 gescheiden leefde. Frederiks vader Willem VIII, veldheer in dienst van de Republiek der Verenigde Nederlanden beval hem in 1754 te garanderen het protestantse geloof in Hessen-Kassel ongeschonden te laten en legde diverse beperkingen op aan het uitoefenen van de rooms-katholieke eredienst. Hij schonk Frederiks echtgenote Maria en hun zonen het graafschap Hanau-Münzenberg, dat afgescheurd werd van Hessen-Kassel. Het graafschap Hanau werd rechtstreeks onder het gezag van de latere Willem IX geplaatst. Frederik zou zijn echtgenote nooit meer terugzien en zijn zonen zag hij pas in 1782 terug. Het huwelijk werd niet ontbonden om te vermijden dat Frederik zou hertrouwen.
Tijdens de Zevenjarige Oorlog (1756-1763) schaarde Frederik zich aan de zijde van Pruisen. Hij werd tot generaal bevorderd en benoemd tot ondergouverneur van Wesel. Ook kreeg hij een eigen infanterieregiment toegewezen. In 1757 volgde zijn promovering tot gouverneur van Wesel en werd hij ook onderscheiden met de Orde van de Zwarte Adelaar. Frederik vocht tot aan het einde van de oorlog in het Pruisische leger in Moravië en Silezië. In maart 1759 werd hij generaal van de infanterie en in mei 1760 generaal-veldmaarschalk.
Hetzelfde jaar volgde hij zijn vader op als landgraaf van Hessen-Kassel. Frederik II probeerde tevergeefs om het graafschap Hanau-Münzenberg weer met Hessen-Kassel te verenigen, wat op weerstand van Groot-Brittannië en de protestantse Staten stuitte.
Na het einde van de Zevenjarige Oorlog in 1763 begon in Kassel een regelrechte bouwwoede, die de landgraaf ondersteunde en stimuleerde. Hij trok in Hessen-Kassel industrie en manufacturen aan en haalde kunstenaars en geleerden naar Kassel. In 1779 stichtte Frederik bovendien het Fridericianum, het eerste vrij toegankelijke museum op het Europese continent. Eveneens richtte hij in 1777 een kunstacademie op.
Om dit allemaal te financieren, verhuurde Frederik II soldaten aan andere staten, voornamelijk aan Groot-Brittannië, de keizer van het Heilige Roomse Rijk en Frankrijk. Zijn vader had reeds in 1756 troepen naar Groot-Brittannië gestuurd, om het eiland te beschermen tegen een gevreesde Franse aanval. Ze hoefden echter niet ingezet worden en vochten tijdens de Zevenjarige Oorlog voornamelijk in West-Duitsland. Tijdens de Amerikaanse Onafhankelijkheidsoorlog verhuurden Frederik en andere Duitse vorsten 20.000 soldaten aan de Britse koning George III. Om die reden sloot Frederiks minister Martin Ernst von Schlieffen verdragen met Groot-Brittannië, waardoor Frederik een van de rijkste Europese vorsten werd.
Frederik II overleed in oktober 1785 op het Slot Weißenstein in Kassel. Hij werd 65 jaar oud.

## Huwelijken en nakomelingen
Op 28 juni 1740 huwde hij met Maria van Hannover (1723-1772), dochter van koning George II van Groot-Brittannië. Ze kregen vier kinderen:
- Willem (1741-1742)
- Willem IX (1743-1821), landgraaf en keurvorst van Hessen-Kassel
- Karel (1744-1836), stadhouder van de hertogdommen Sleeswijk en Holstein
- Frederik (1747-1837), landgraaf van Hessen-Rumpenheim

Op 10 januari 1773 hertrouwde hij met Philippine (1745-1800), dochter van markgraaf Frederik Willem van Brandenburg-Schwedt. Dit huwelijk bleef kinderloos.

## Stamboom
| Kwartierstaat van Frederik II van Hessen-Kassel | Kwartierstaat van Frederik II van Hessen-Kassel                                              | Kwartierstaat van Frederik II van Hessen-Kassel                                              | Kwartierstaat van Frederik II van Hessen-Kassel                                              | Kwartierstaat van Frederik II van Hessen-Kassel                                              | Kwartierstaat van Frederik II van Hessen-Kassel                                              | Kwartierstaat van Frederik II van Hessen-Kassel                                              | Kwartierstaat van Frederik II van Hessen-Kassel                                                                   | Kwartierstaat van Frederik II van Hessen-Kassel                                                                   |
| ----------------------------------------------- | -------------------------------------------------------------------------------------------- | -------------------------------------------------------------------------------------------- | -------------------------------------------------------------------------------------------- | -------------------------------------------------------------------------------------------- | -------------------------------------------------------------------------------------------- | -------------------------------------------------------------------------------------------- | --- | --- |
| Overgrootouders                                 | Willem VI van Hessen-Kassel (1629-1663) x Hedwig Sophie van Brandenburg (1623-1683)          | Willem VI van Hessen-Kassel (1629-1663) x Hedwig Sophie van Brandenburg (1623-1683)          | Jacob Kettler (1610-1682) x Louise Charlotte van Brandenburg (1617-1676)                     | Jacob Kettler (1610-1682) x Louise Charlotte van Brandenburg (1617-1676)                     | Maurits van Saksen-Zeitz (1619-1681) x Dorothea Maria van Saksen-Weimar (1641-1675)          | Maurits van Saksen-Zeitz (1619-1681) x Dorothea Maria van Saksen-Weimar (1641-1675)          | Frederik Willem I van Brandenburg (1620–1688) x Dorothea van Sleeswijk-Holstein-Sonderburg-Glücksburg (1636-1689) | Frederik Willem I van Brandenburg (1620–1688) x Dorothea van Sleeswijk-Holstein-Sonderburg-Glücksburg (1636-1689) |
| Grootouders                                     | Karel van Hessen-Kassel (1654-1730) x Maria Anna van Koerland (1653-1711)                    | Karel van Hessen-Kassel (1654-1730) x Maria Anna van Koerland (1653-1711)                    | Karel van Hessen-Kassel (1654-1730) x Maria Anna van Koerland (1653-1711)                    | Karel van Hessen-Kassel (1654-1730) x Maria Anna van Koerland (1653-1711)                    | Maurits Willem van Saksen-Zeitz (1664-1718) x Maria Amalia van Brandenburg (1670-1739)       | Maurits Willem van Saksen-Zeitz (1664-1718) x Maria Amalia van Brandenburg (1670-1739)       | Maurits Willem van Saksen-Zeitz (1664-1718) x Maria Amalia van Brandenburg (1670-1739)                            | Maurits Willem van Saksen-Zeitz (1664-1718) x Maria Amalia van Brandenburg (1670-1739)                            |
| Ouders                                          | Willem VIII van Hessen-Kassel (1682-1760) x Dorothea Wilhelmina van Saksen-Zeitz (1691-1743) | Willem VIII van Hessen-Kassel (1682-1760) x Dorothea Wilhelmina van Saksen-Zeitz (1691-1743) | Willem VIII van Hessen-Kassel (1682-1760) x Dorothea Wilhelmina van Saksen-Zeitz (1691-1743) | Willem VIII van Hessen-Kassel (1682-1760) x Dorothea Wilhelmina van Saksen-Zeitz (1691-1743) | Willem VIII van Hessen-Kassel (1682-1760) x Dorothea Wilhelmina van Saksen-Zeitz (1691-1743) | Willem VIII van Hessen-Kassel (1682-1760) x Dorothea Wilhelmina van Saksen-Zeitz (1691-1743) | Willem VIII van Hessen-Kassel (1682-1760) x Dorothea Wilhelmina van Saksen-Zeitz (1691-1743)                      | Willem VIII van Hessen-Kassel (1682-1760) x Dorothea Wilhelmina van Saksen-Zeitz (1691-1743)                      |
| Frederik II van Hessen-Kassel (1720-1785)       |                                                                                              |                                                                                              |                                                                                              |                                                                                              |                                                                                              |                                                                                              | | |